# Seven Seas
Seven Seas — збірка пісень англійської групи Echo & the Bunnymen, яка була випущена 12 вересня 2005 року.

## Композиції
1. The Back of Love – 3:11
2. Seven Seas – 3:17
3. All That Jazz – 2:47
4. Do it Clean – 2:50
5. Villiers Terrace – 6:00
6. Over the Wall – 5:59
7. A Promise – 4:08
8. The Disease – 2:28
9. Never Stop – 3:31
10. The Game – 3:50
11. Lips Like Sugar – 4:52
12. Bedbugs and Ballyhoo – 3:28
13. Bring On the Dancing Horses – 3:58
14. Silver – 3:18
15. The Cutter – 3:53

## Учасники запису
- Іен Маккаллох — вокал
- Уїлл Сарджент — гітара
- Стівен Бреннан — бас гітара
- Горді Гоуді — гітара
- Кері Джеймс — клавішні
- Ніколас Килрой — ударні